# Venda de pànic

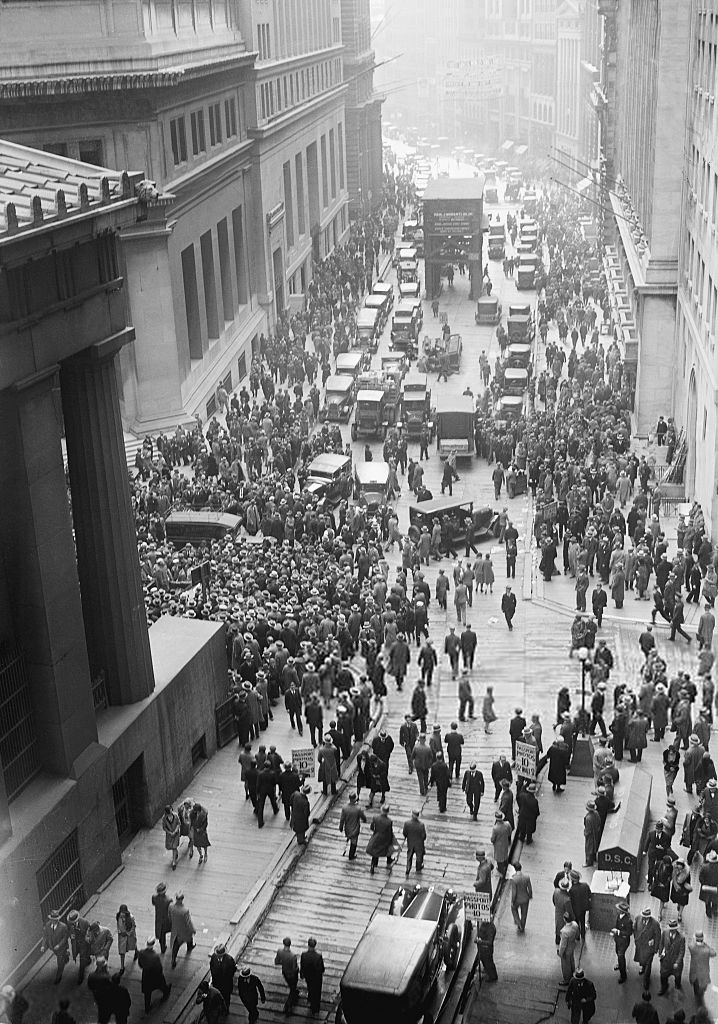
Aplec de multitud a Wall Street després del crac del 1929.

La venda de pànic és una venda a gran escala d'una inversió que provoca una forta caiguda dels preus. Concretament, un inversor vol vendre un actiu sense tenir en compte el preu obtingut. La venda és problemàtica perquè l'inversor està reaccionant davant l'emoció i la por, en lloc d'avaluar els fonaments.
La majoria de les principals borses de valors utilitzen restriccions comercials per accelerar la venda de pànic, proporcionar un període de refredament perquè la gent digereixi la informació i restaurar un cert grau de normalitat al mercat.

## Causes
El pànic sol ser la “por que el mercat d'una indústria concreta, o en general, disminueixi, causant pèrdues addicionals”. La venda de pànic fa que el mercat s'ompli de valors, propietats o mercaderies que es venen a preus més baixos, la qual cosa fa que ensopegues encara més els preus i indueix encara més vendes. Aquestes són les causes habituals del pànic:
- Alta especulació al mercat (per exemple, el crac de l'habitatge a Dubai el 2009)[2]
- Inestabilitat econòmica (per exemple, crisi financera del 2008)
- Temes polítics

### Caiguda de la borsa de 1929
Després de la Primera Guerra Mundial, els Estats Units van experimentar un important creixement econòmic impulsat per les noves tecnologies i la millora dels processos de producció. La producció industrial va augmentar un 25% entre els anys 1927 i 1929. A finals d'octubre de 1929, la caiguda del mercat va començar i va provocar la venda de pànic, ja que més inversors no estaven disposats a arriscar-se a pèrdues addicionals. El mercat va disminuir bruscament i va ser seguit per la Gran Depressió.

### Crisi financera del 2008
La crisi de les hipoteques va provocar la preocupació pública per la capacitat de les institucions financeres per cobrir les seves exposicions en el mercat de crèdits subprime i en els permutes d'incompliment de crèdit. A mesura que més institucions financeres com Lehman Brothers i AIG van informar dels seus fracassos, la inestabilitat del mercat es va aprofundir i més inversors van retirar les seves inversions. A l'octubre es va produir la caiguda de la borsa. La Mitjana Industrial Dow Jones va caure 1.874 punts o un 18,1% durant la Setmana Negra que va començar el 6 d'octubre. En aquest mateix mes, l'S&P 500 i el Nasdaq Composite van assolir el seu nivell més baix des del 2003.

### El crac de l'habitatge de Dubai del 2009
Dubai va tenir una crisi financera important en la qual el seu deute es va acumular a 80.000 milions de dòlars. El holding estatal, Dubai World, tenia un passiu de 60.000 milions de dòlars. La seva subvenció immobiliària correva el risc d'impagar el pagament dels bons, però el govern de Dubai no va tenir èxit en fer un paquet de rescat per a l'empresa. El problema del deute de Dubai World va provocar l'especulació massiva al mercat immobiliari. En el primer trimestre del 2009, els preus de l'habitatge a Dubai van caure un 41%.

### Caiguda del preu de l'or
Durant períodes d'incertesa econòmica, moltes persones opten per invertir en or com a cobertura contra la inflació. Al segon trimestre del 2011, el preu de l'or va augmentar un 22,69%, arribant al seu màxim històric de 1.907 dòlars. No obstant, el 23 de setembre del mateix any, el preu de l'or va caure un 5,9% o 101,90 dòlars en el comerç habitual, sent la primera caiguda diària de 100 dòlars des del 22 de gener de 1980. Encara que el preu de l'or estava en el seu pic màxim, l'economia mundial estava en declivi, el que va generar creixent preocupació als inversors pel possible declivi dels preus. Això va provocar una venda de pànic en el mercat de l'or i, per consegüent, la caiguda del preu.